# Silicon Integrated Systems
Silicon Integrated Systems (SiS, znaky: 矽統科技) je společnost vyrábějící mimo jiné čipsety do základních desek. Společnost byla založena v roce 1987 ve Hsinchu Science Parku na Tchaj-wanu.
Ke konci 90. let se společnost rozhodla investovat do vlastních výrobních kapacit a ke konci roku 1999 zakoupila společnost Rise Technology a jejich neúspěšnou technologii procesorových jader mP6.

## Čipsety pro základní desky
Jedna z nejznámějších čipových sad produkovaných SiS byla 496/497 pro pozdní procesory i486. Tento čipset zvládal jak starší ISA a VL Bus. Desky osazené tímto čipsetem podporovaly procesory Intel 80486DX4, AMD 5x86 nebo Cyrix Cx5x86 a jejich výkon byl srovnatelný s deskami pro procesory Intel Pentium za nižší ceny.
Po tomto úspěchu SiS pokračovala s produkcí čipových sad pro nejlevnější (low-end) počítače. Společnost klade důraz na vysokou integraci pro snížení ceny. Takovými čipsety byly například SiS 5596, SiS 5598 a SiS 530 s integrovanou grafickou kartou pro Socket 7 nebo či obdobný SiS 620 pro Slot 1. Toto byly první čipsety s takovým stupněm integrace.

### Socket 7
SIS 530 (Sindbad) / SiS5595) podporoval Socket 7, maximálně SDRAM a frekvenci sběrnice maximálně od 66 do 124 MHz, integrovaná AGP grafika SiS 6306 2D/3D může mít 2 až 8 MiB sdílené paměti. Dále obsahuje integrovaný UDMA66 IDE řadič. Základní desky s čipsetem SiS 530 byly používány jako levné kancelářské platformy, často s spolu s levnými procesory od konkurentů Intelu jako je série AMD K6 nebo Cyrix 6x86.
Grafická karta sice podporovala Direct 3D a OpenGL, nicméně její výkon byl velmi slabý.
SiS 540 (Spartan) s integrovaným grafickým kontrolérem SiS 300.

### Socket 370,Slot 1
- SiS 600/SiS 5595 SiS 600/SiS 5595
- SiS 620/SiS 5595 SiS 620/SiS 5595
- SiS 630 - zahrnuje northbridge a southbridge (SiS 960) a 2D/3D grafický řadič (SiS 305)
- SiS 633 SiS 633
- SiS 635 SiS 635

### Socket 478
SiS a ALi jsou pouhé dvě společnosti, kterým byla původně udělena licence na výrobu čipových sad třetí strany pro Pentium 4. SiS vyvinul s touto licencí čipset SiS 648.
- SiS 640 (IGP)
- SiS 645
- SiS 645DX
- SiS 648
- SiS 648FX
- SiS 650 (IGP)
- SiS 651 (IGP)
- SiS 652 (IGP)
- SiS 655
- SiS 655FX
- SiS 655TX
- SiS R658 (Rambus)

### Socket A,Slot A
- SiS 630/730
- SiS 733
- SiS 735
- SiS 740/SiS 961
- SiS 741/SiS 964
- SiS 745
- SiS 746
- SiS 746FX
- SiS 748

### Socket 775
- SiS 649
- SiS 655 (AGP čipset)
- SiS 656
- SiS 662 (IGP)
- SiS 671
- SiS 672

### Socket 940,754
- SiS 755/SiS 964
- SiS 760/SiS 964

### Socket 939,socket AM2
- SiS 756/SiS 965L

SiS vytvořili multimediální čipset pro Xbox 360 

## Grafické čipsety
- SiS 300
- SiS 301
- SiS 305
- SiS 315
- SiS 320
- SiS 326
- SiS 330
- SiS 340
- SiS 360
- SiSM672, duální výstup (hlavní výstup max. 1280x800, druhotný 800x600)
- SiSM672FX
- SiS671
- SiS671FX
- SiS671DX
- SiSM671MX
- SiS968

## Čipsety pro síťové karty
10/100/1000 MBit/s
- SiS 900
- SiS 190
- SiS 191

WLAN
- SiS 160
- SiS 162
- SiS 163
- SiS 165